# Palm Island Airport
Palm Island Airport är en flygplats i Australien. Den ligger i kommunen Palm Island och delstaten Queensland, omkring 1 200 kilometer nordväst om delstatshuvudstaden Brisbane. Den ligger på ön Great Palm Island.
Trakten är glest befolkad.